# Traición de Judas

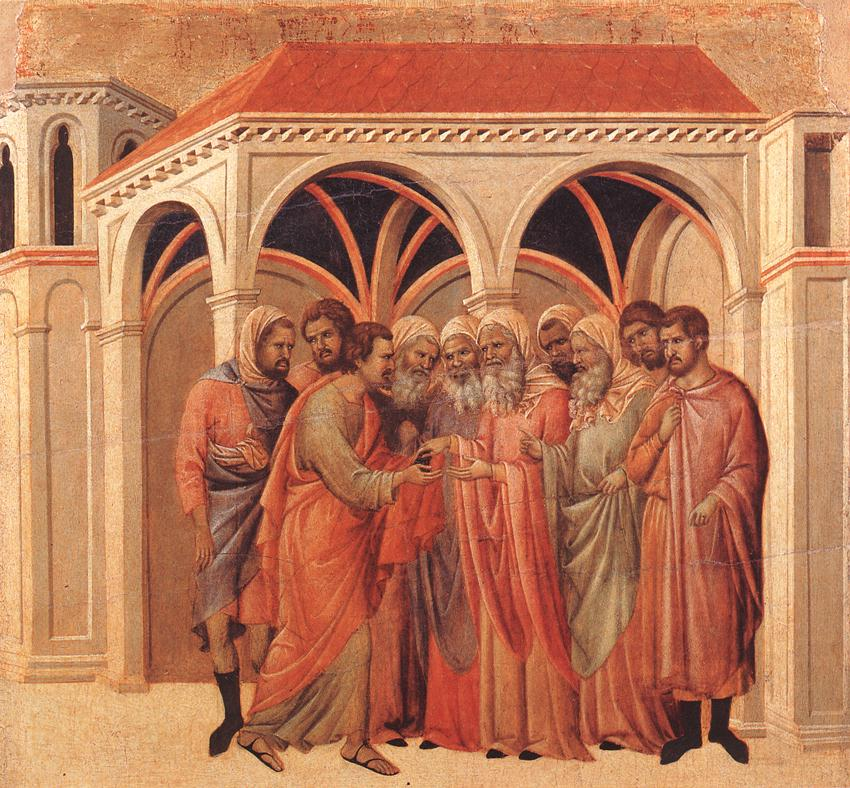
Judas haciendo un trato con los sacerdotes, representado por Duccio, principios del siglo XIV

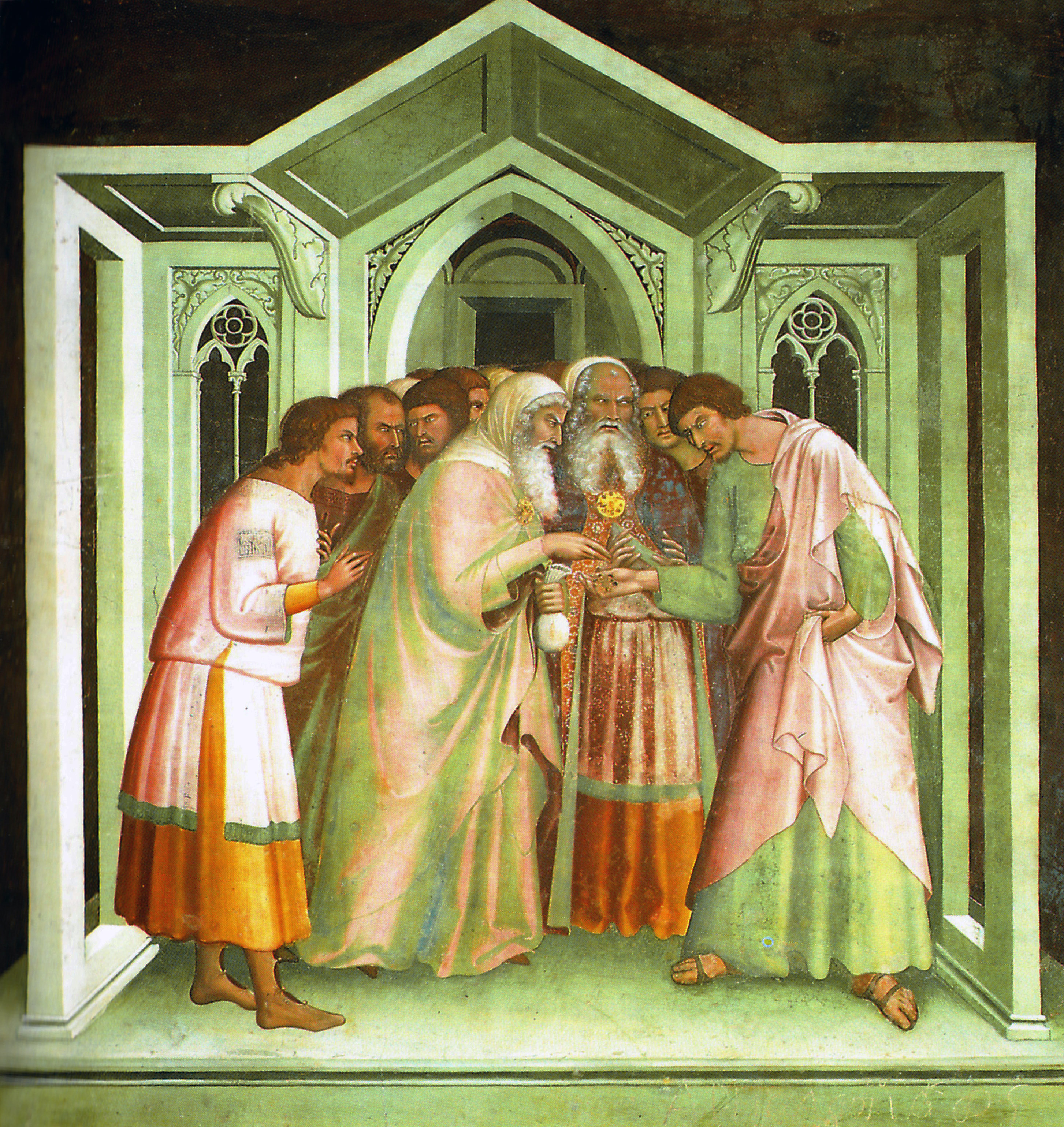
Pacto de Judas, fresco de Lippo Memmi, siglo XIV

La Traición de Judas  es un episodio bíblico relativo a la vida de Jesús que se cuenta en los tres Evangelios sinópticos (Mateo, Marcos  y Lucas). Narra cómo Judas Iscariote hizo un trato con los sumos sacerdotes judíos para traicionar a Jesús.
El Evangelio de Mateo especifica que Judas recibió treinta piezas de plata:

Entonces uno de los Doce — el llamado Judas Iscariote — fue a los sumos sacerdotes y preguntó ¿Qué estáis dispuestos a darme si os lo entrego? Así que le asignaron treinta monedas de plata. Desde entonces Judas miraba una oportunidad de entregarle.

Los Evangelios de Marcos y de Lucas no mencionan ningún precio. El Evangelio de Lucas declara que Satanás entró en Judas para incitarle el trato:

Ahora en la Fiesta de los panes sin levadura, llamada la Pascua, se acercaba, y el sumo sacerdote y los escribas de la ley buscaban alguna manera de librarse de Jesús, pero temían al pueblo. Entonces Satán entró en Judas, llamado Iscariote, uno de los Doce. Y Judas fue a los principales sacerdotes y los escribas del templo y habló con ellos y analizó con ellos cómo podía traicionar a Jesús. Ellos se alegraron y acordaron darle dinero. Él consintió, y buscaba la oportunidad de entregarles a Jesús cuándo no hubiera gente presente'.

En el Nuevo Testamento se cuenta cómo esta traición se consuma con el llamado «Beso de Judas». 
El Trato de Judas se considera uno de los siete episodios claves de los acontecimientos de la semana de la Crucifixión de Jesús.

## Comentario
Al final de la tercera tentación en el desierto el diablo se apartó de Cristo «hasta el momento oportuno». Ahora, por medio de Judas, vuelve a entrar en acción. Es la hora del «poder de las tinieblas». Sin embargo, ese aparente triunfo fue su derrota, ya que Cristo  con su muerte derrotó al que tenía el poder sobre ella, al diablo, y liberó de esta forma a los que estaban sujetos a la esclavitud con miedo a la muerte15), «porque puso la salvación del género humano en el árbol de la Cruz, para que de donde salió la muerte saliese la vida, y el que venció en un árbol fuera en un árbol vencido»

Los tres primeros evangelios exponen de la misma forma el comienzo del drama que va a ocurrir: las autoridades religiosas de Israel buscaban el modo de apresar a Jesús y encuentran en Judas un aliado inesperado, tanto más como que es «uno de los doce». Cada evangelista destaca un aspecto peculiar. Mateo destaca el dominio de Jesús sobre lo que va a suceder. Los acontecimientos son parte del designio salvífico universal de Dios: hasta las treinta monedas de plata que recibe Judas por su traición dan cumplimiento al plan trazado por Dios en las Escrituras. 
Las autoridades quieren evitar el revuelo del pueblo lo que pone de manifiesto la popularidad de Jesús; también el que quisieran prenderlo «con engaño» es la primera de los insultos que le hacen al Señor en el proceso. Posteriormente le siguen otras muchas: los falsos testimonios de la condena, la incitación a la muchedumbre, las burlas en la cruz. Todo «por envidia» (27,18).